# Лудошур (Якшур-Бодьинский район)
Лудошур — деревня в Якшур-Бодьинском районе Удмуртской республики.

## География
Находится в центральной части Удмуртии на расстоянии приблизительно 10 км на восток по прямой от районного центра села Якшур-Бодья.

## История
Основана в 1850 году переселенцами из деревень Большие Ошворцы и Нырошур. В 1873 году числилась как выселок с 8 дворами, позднее починок Лудошур (или Малый Чешкыт) с 19 дворами (1893 год), 36 дворами (1905), 32 (1924). До 2021 год входила в состав Большеошворцинского сельского поселения.

## Население
Постоянное население составляло 81 человек (1873 год), 136 (1893, все удмурты), 232 (1905), 222 (1924), 15 человек в 2002 году (удмурты 93 %), 7 в 2012.